# Famille Barbaro
Pour les articles homonymes, voir Barbaro.
 (juillet 2024).
La famille Barbaro est une famille patricienne et noble de Venise, venue de Trieste au IXe siècle.

## Historique
Ils occupent des emplois publics dès 992, tel que procurateurs de Saint-Marc, sénateurs, ambassadeurs et généraux. Ils rejoignirent la noblesse par cooptation en 1310 à l'issue de la guerre de Gênes.

## Personnalités
- Francesco Barbaro fut au XVe siècle chevalier et procurateur; il défendit Brescia contre Visconti, duc de Milan ; il fut envoyé ambassadeur auprès de l'empereur Wenceslas.
- Antonio Barbaro se distingua comme duc de Candie (1667) et ambassadeur à Rome; ses richesses servirent à refaire la façade de l'église Santa Maria del Giglio en marbre grec et d'y placer la statue de Francesco Barbaro.
- Hermolao Barbaro (1454-1493), ambassadeur auprès d'Innocent VIII, fut fait patriarche d'Aquilée contre l'avis de Venise; il édita l'Histoire naturelle de Pline corrigée, un abrégé de philosophie, des questions de géométrie et de médecine, des lettres et traités sur diverses matières.
- Nicolò Barbaro (1420-1494), ambassadeur de Venise à Constantinople en 1453.
- Josaphat Barbaro, explorateur.
- Daniel Barbaro, diplomate et écrivain (1514-1570).

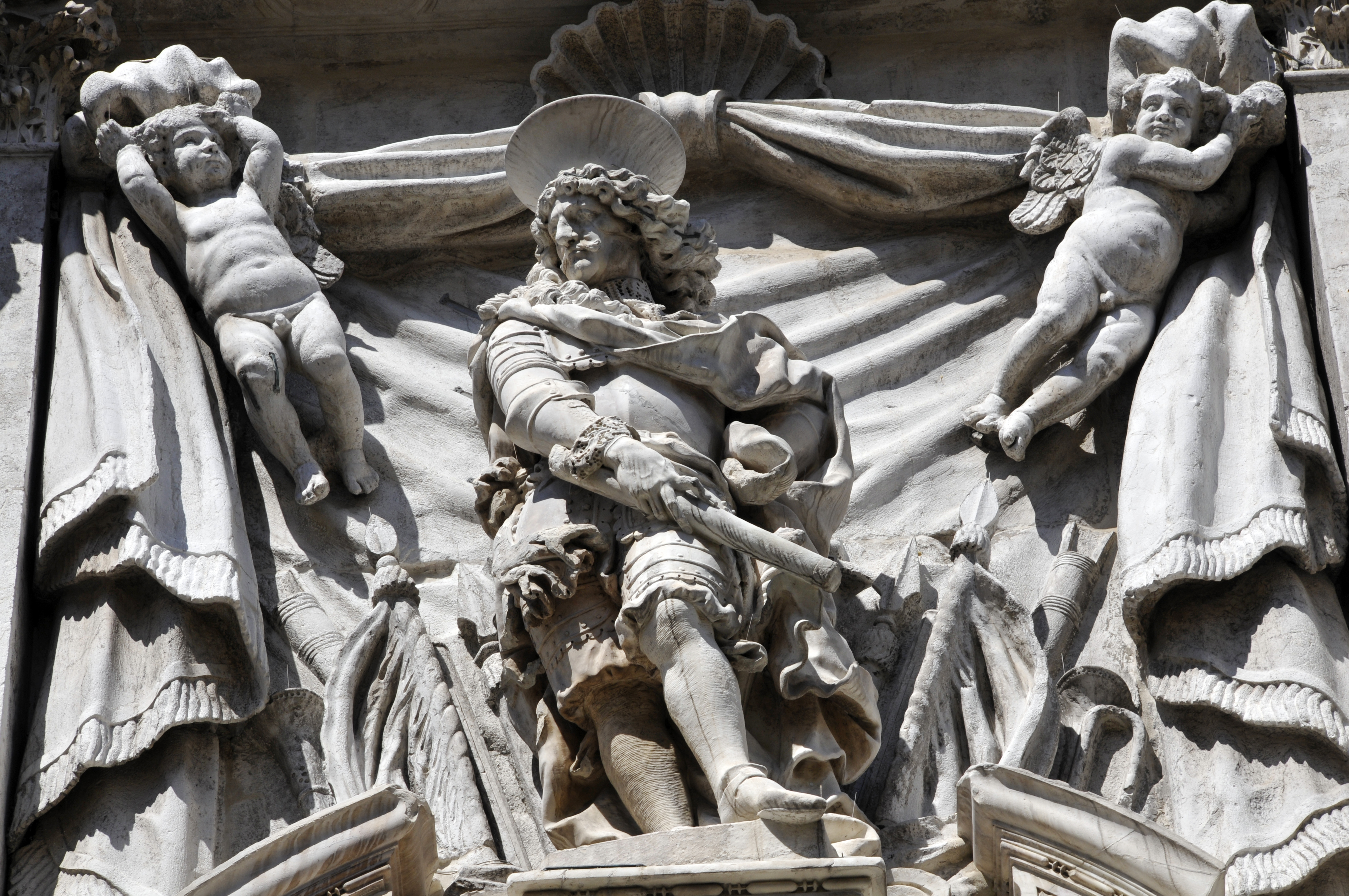
Antonio Barbaro
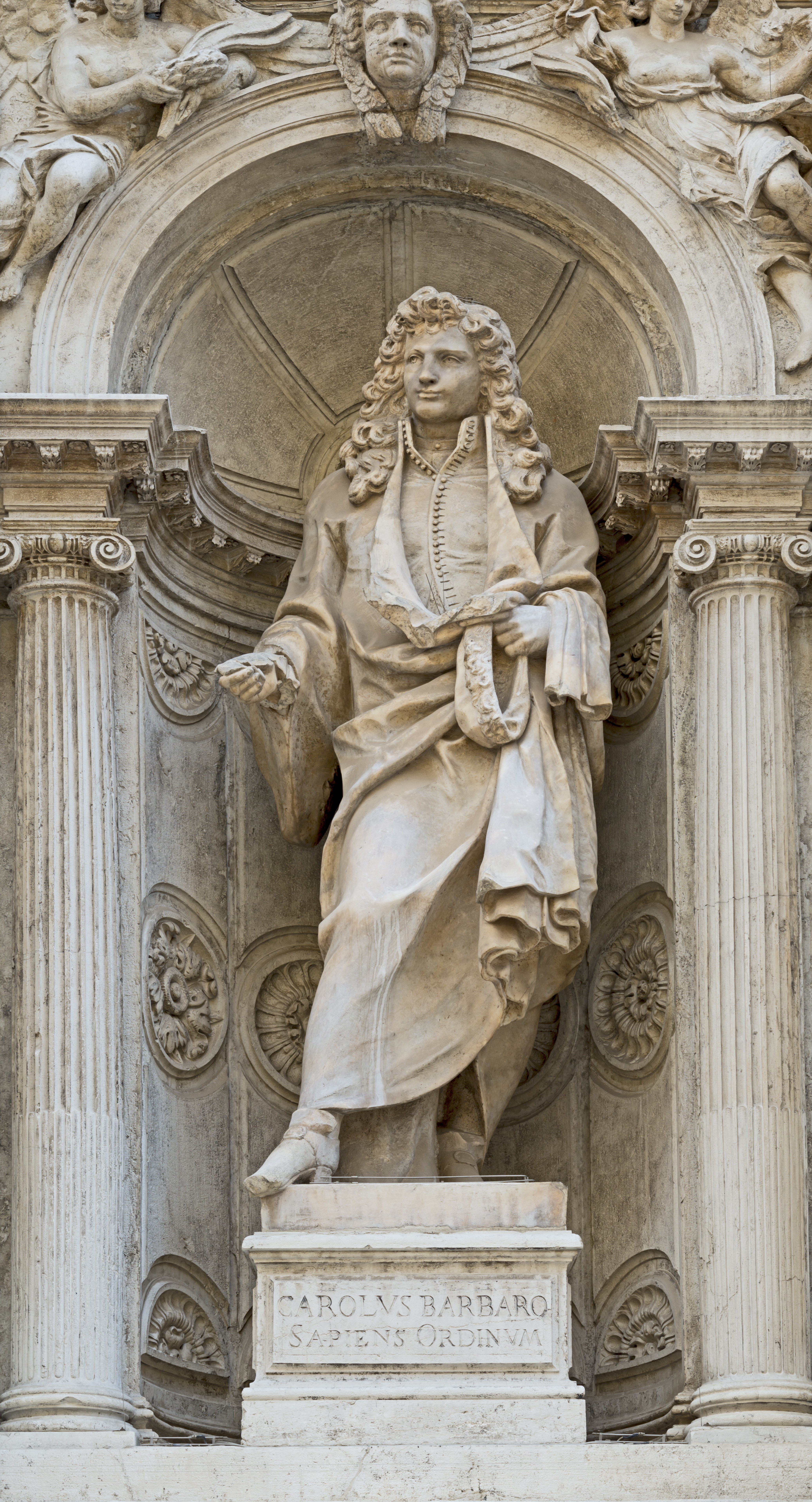
Carlo Barbaro
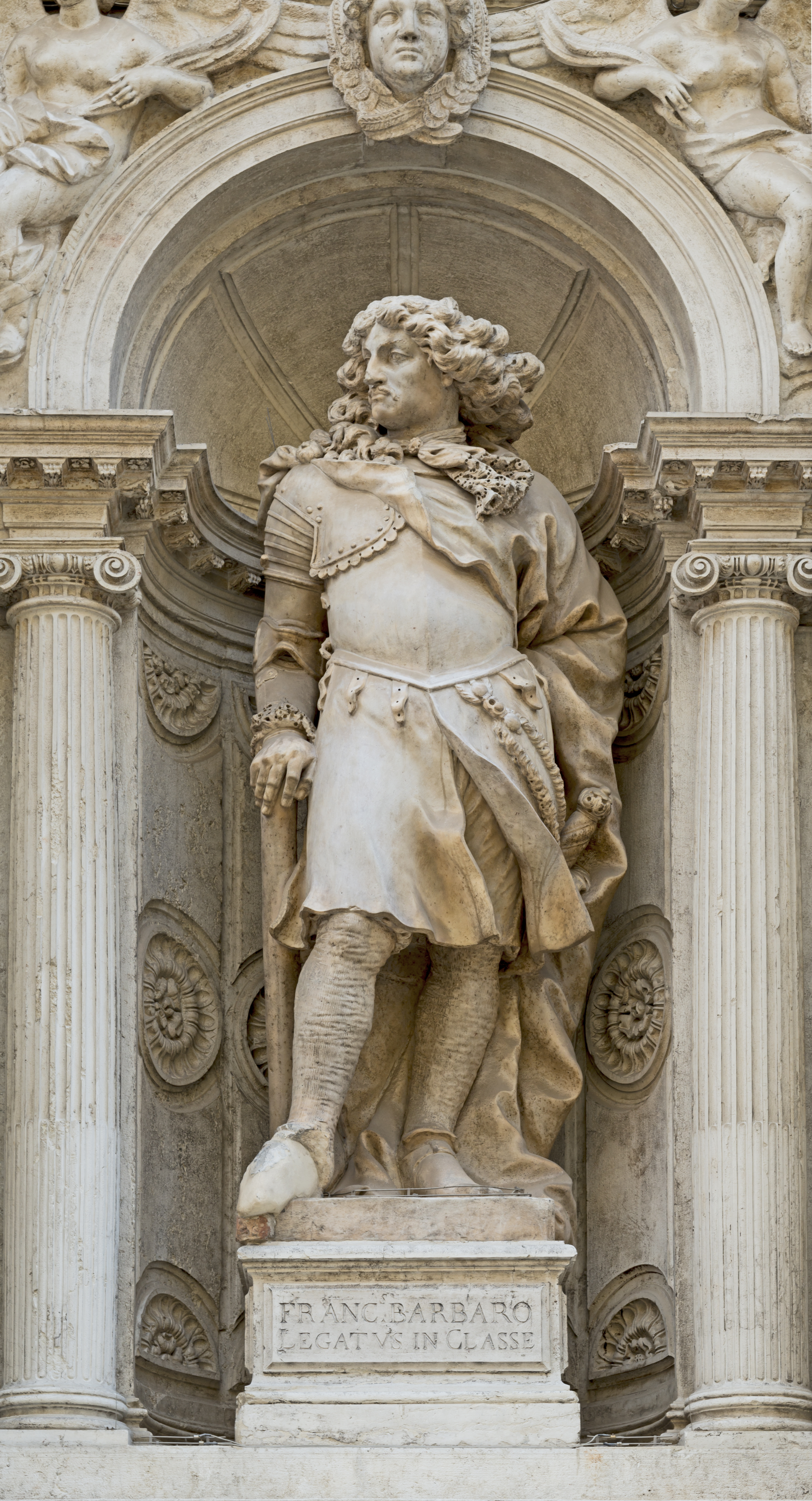
Francesco Barbaro
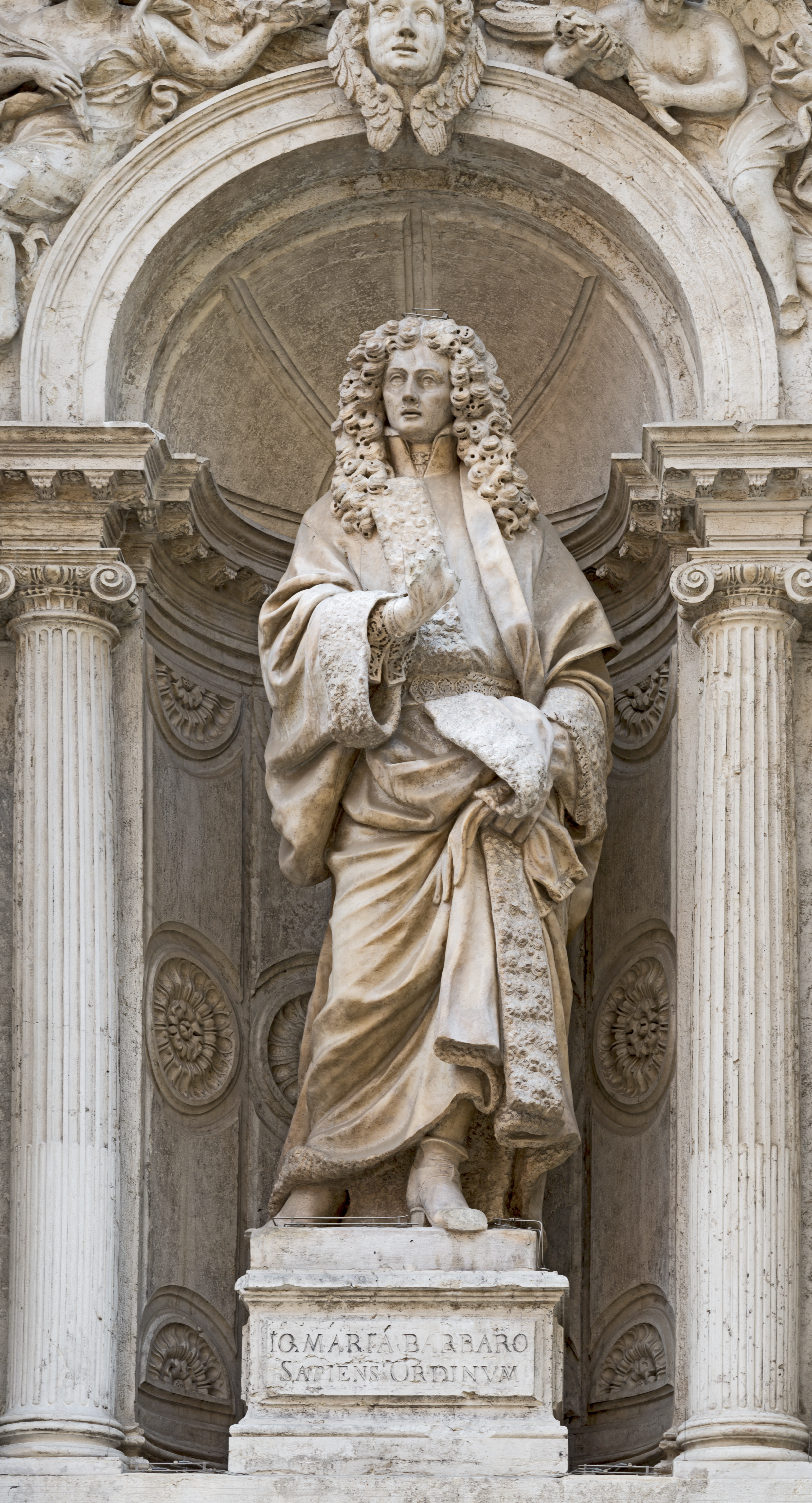
Jo.Maria Barbaro
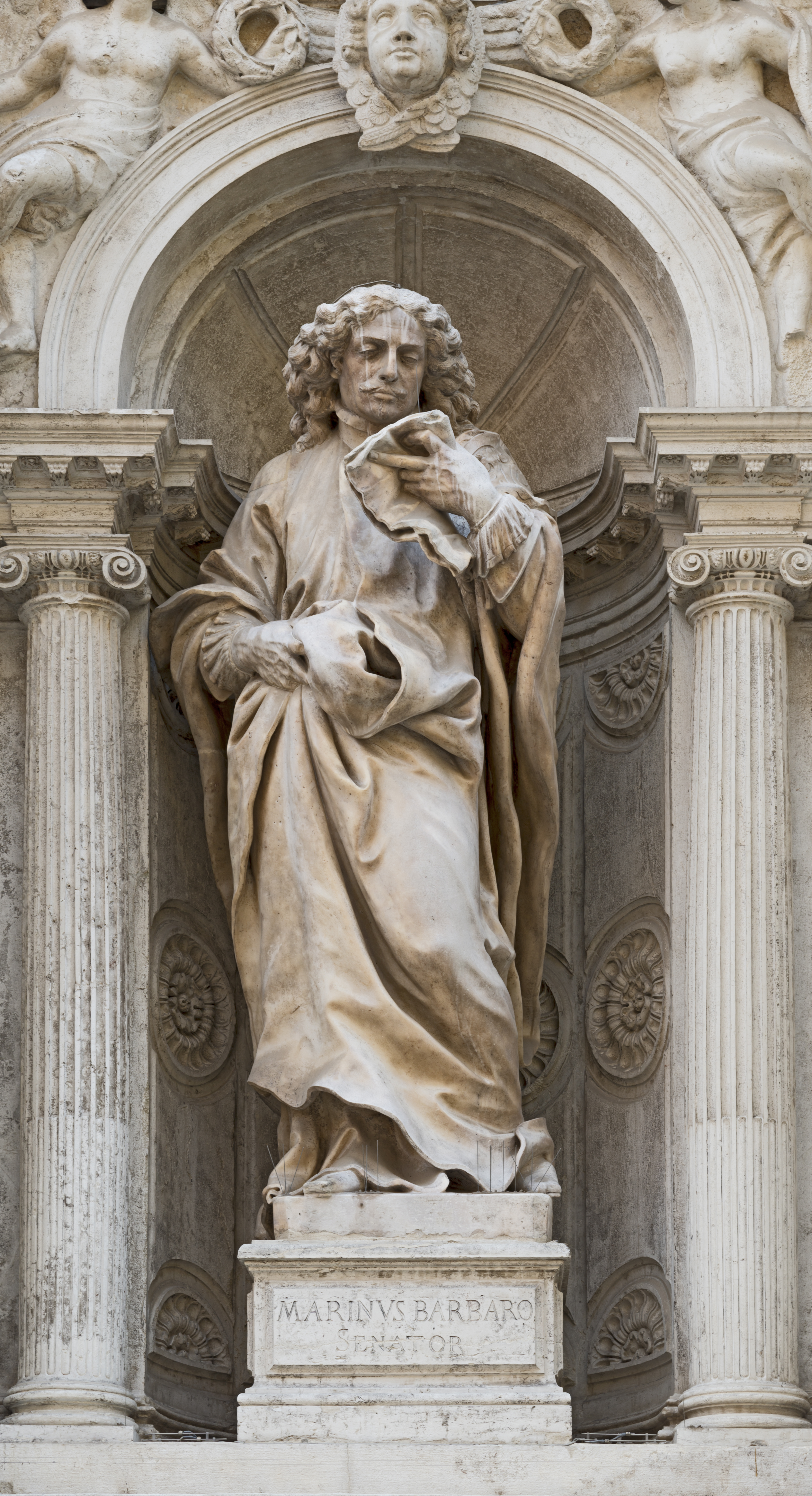
Marinus Barbaro

## Demeures
- Palais Barbaro Wolkoff ;
- Palais Barbaro Nani ;
- Palais Barbaro a San Bartolomeo ;
- Palais Barbaro a San Vidal, composé de :

Palais Barbaro-Curtis ;
Palais Barbaro
- Palazzo Barbaro a Santo Stefano

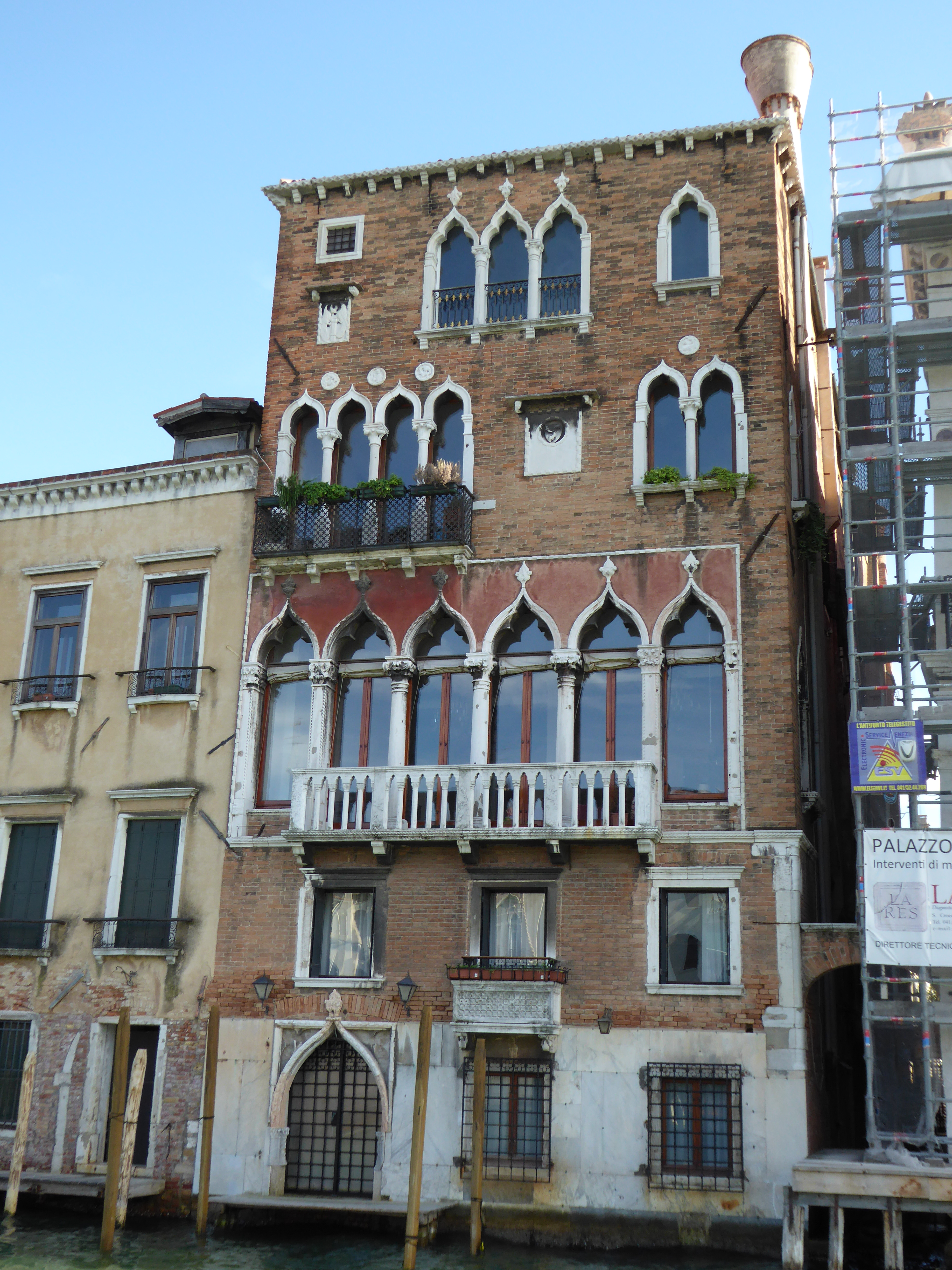
Palais Barbaro Wolkoff
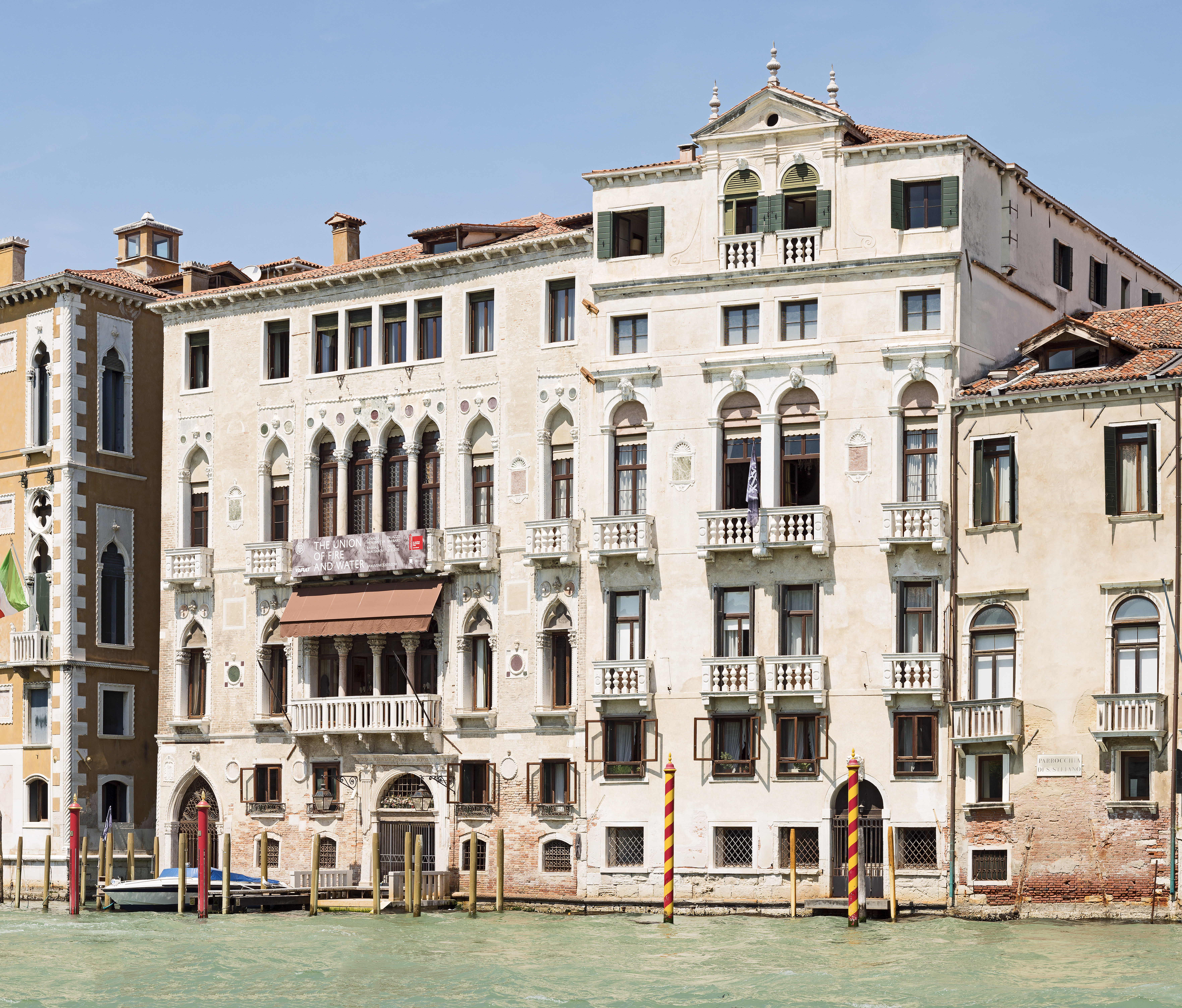
Palais Barbaro à san Vidal
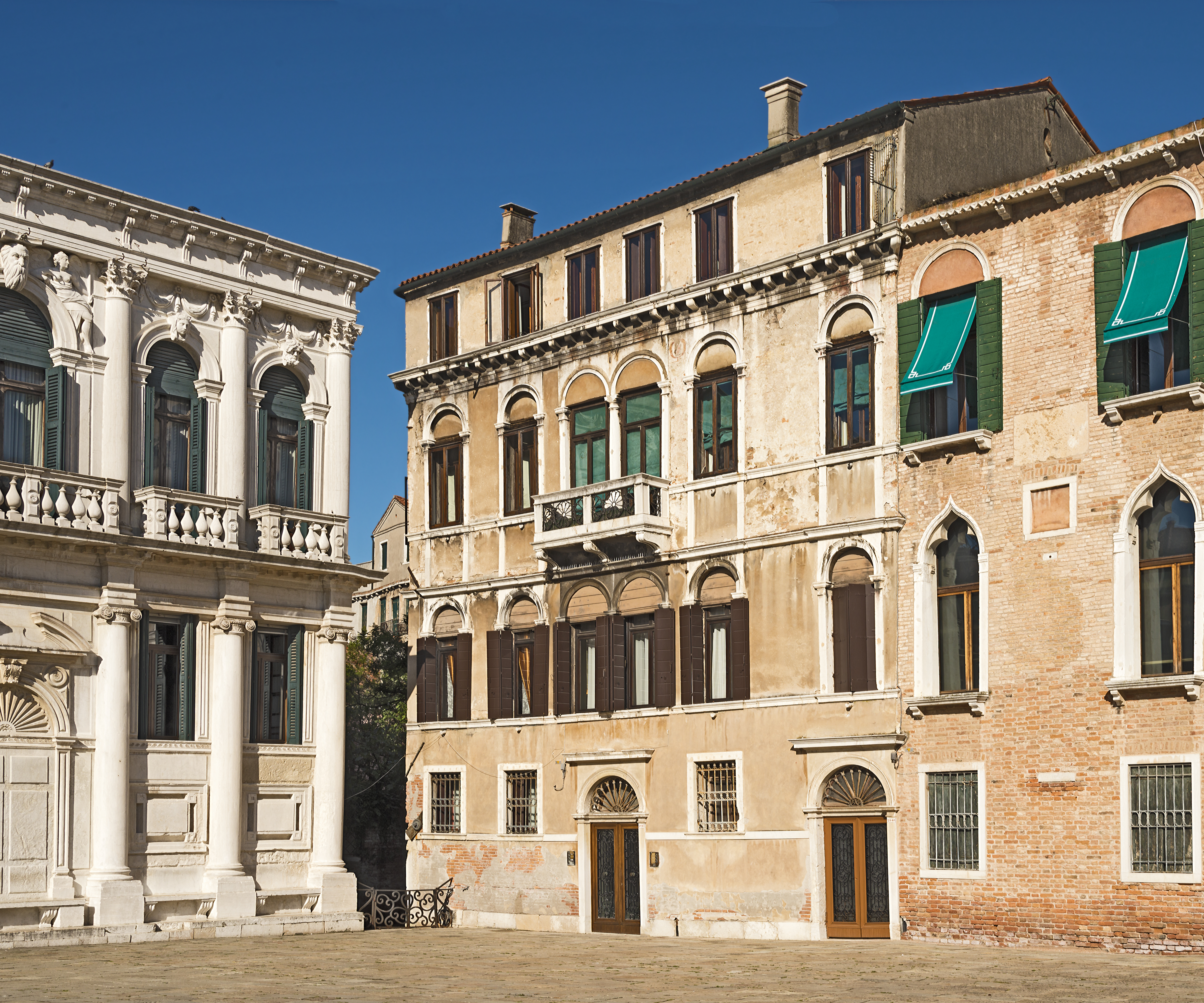
Palazzo Barbaro à Santo Stefano